# Андроник Асен
Вижте пояснителната страница за други личности с името Андроник Асен.
Андроник Асен (на латински: Andronikos Asen; на гръцки: Ανδρόνικος Ασάν или Ανδρόνικος Παλαιολόγος Κοµνηνός Άσάνης, * ?, † сл. 1322 г.) е византийски аристократ и военачалник, деспот на Морея между 1316 и 1322 година.
Андроник е син на българския цар Иван Асен III и на византийската принцеса Ирина Палеологина, дъщерята на император Михаил VIII Палеолог, сестра на Андроник II Палеолог. По бащина линия той е внук на българкият цар Мицо Асен и принадлежи на династията Асеневци, а по майчина линия принадлежи към византийската династия Палеолози.
През 1316 г. Андроник Асен получава от император Андроник II Палеолог управлението на Пелопонес. Краткото му управление се характеризира с непрекъснати военни кампании срещу франкското княжество Морея. През 1320 г. армията на Андроник Асен превзема крепостите Акова, Полифенгос, Каритания и Свети Георги, като през септември разбива франкската армия в сражението при последната крепост и пленява Бартоломео II Гизи, велик конетабъл на Морея и господар на Тинос и Миконос.
Андроник Асен е женен за неизвестна представителка на знатния род на Тарханиотите. Съпругата му е дъщеря на протостратора Михаил Дука Глава Тарханиот и на съпругата му Мария Дукина Комнина Палеологина Вранина. Чрез дъщеря си Ирина, чиято дъщеря Елена Кантакузина се омъжва за Йоан V Палеолог, Андроник Асен е праотец на последните византийски императори от рода на Палеолозите.

## Семейство
Андроник Асен и съпругата му имат няколко деца, сред които:
- Мануил Комнин Раул Асен – византийски военачалник, стратег на Димотика (1342), управител на Виза (1344), който се жени за Анна Синадина.
- Йоан Асен, византийски военачалник, управител на Мелник (1342) и Мора (Перперикон и днешно Кърджалийско) (1343), женен за дъщеря на Алексий Апокавк,
- Ирина Асенина, омъжена за Йоан Кантакузин
- Елена Асенина, омъжена за Чентурионе І Закария. От брака си с него има две деца – Андроник Асен Закария, владетел на Ахея и Мария ІІ Закария, принцеса на Ахея. Съпруга на Педро Сан Суперано